# 日本象拔蚌
日本象拔蚌（學名：Tresus keenae），又名水松貝、海松貝或海松食貝，是馬珂蛤科脊蛤蜊屬的海洋雙殼綱軟體動物，以海松（刺松藻）為食，因而得名，還被視為瀕臨絕種的象拔蚌的替代品。

## 生態
棲息於在淺沙泥裡深挖的棲管內。

## 分佈
本物種在全日本均有分佈，主要於瀨戶內海及三河灣、東京灣等内湾的砂泥底下棲息，亦見於琉球及台灣新北市的淡水。

## 食用
本物種巨大的虹吸管可作食用，不論是用作刺身、寿司還是鹽燒。其他部位普遍會捨棄不作食用。作為一種高級食材，單單靠日本的產量無法滿足市場，所以市面還有產自中国及韓国的供應。